# ديما حجاوي
ديما حجاوي (1977 - ) شيف مطبخ أردنية، عملت كمقدمة لبرامج طهي ومؤلفة لعدد من الكتب في مجال الطبخ. وهي مؤسسة نادي ديما حجاوي للطبخ. تخرجت من جامعة عمان الأهلية تخصص أدب إنجليزي.

## حياتها المهنية
ابتدأت شغفها بالطهي والطعام منذ طفولتها، إذ تأثرت بوالدتها التي كانت تعد الوجبات الصحية والمتوازنة. وخلال سنوات تمكنت من تطوير أسلوبها الخاص في الطهي الذي يمزج بين الأطباق العربية والعالمية. وتُعد الآن إحدى أشهر اختصاصيات الطعام، ومؤلفة لعدد من كتب الطهي ونجمة برامج طهي على التلفزيونات العربية. في بداية العام 2012 إنضمت لقناة رؤيا الفضائية ببرنامجها الصباحي الناجح (دنيا يا دنيا) حيث تقدم ديما فقرة طبخ مباشر مرتين أسبوعيا بالإضافة لتقديمها برنامج (مطلوب شيف) على قناة أبوظبي حيث عملت كمقدمة وخبيرة طبخ وقامت بالتحكيم في البرنامج إلى جانب أشهر الطهاة المتواجدين في أفخم فنادق أبو ظبي ودبي.
وبفضل خبرتها التي تزيد عن 12 عاما في عالم الطهي فقد تمكنت من تأسيس نادي خاص بها أطلقت عليه اسم (نادي ديما للطبخ) والذي يهدف إلى تعليم المبادئ والتقنيات الأساسية في الطهي وكيفية إعداد أطباق جديدة وذلك من خلال دروس مكثفة في الطهي. وقد منحها اهتمامها وشغفها بالطعام الصحي الفرصة فتم إختيارها  سفيرة الطهي الصحي لشركة فيليبس المختصة بتقنيات أجهزة المطبخ في الشرق الأوسط. تهدف ديما تحويل إلى تجربة الطهي المنزلي في أذهان النساء في الشرق الأوسط إلى تجربة ممتعة وذلك باستخدام الأجهزة المناسبة.
وفي عام 2012 قامت بتحميل تطبيقها الأول على متجر أبل والذي حصل على أعلى نسبة تحميل في متجر أبل السعودي في ذلك الحين. وتتواصل ديما يوميا مع متابعيها وجمهورها من خلال قنوات التواصل الإجتماعي حيث يوجد لديها أكثر من 400000 متابع لصفحتها الشخصية على موقع فيسبوك، أكثر من 11000 متابع على إنستغرام و 4000 متابع على تويتر.
في عام 2013 تم إختيار ديما من قبل شركة يونيليفر لتمثل منتجات كنور في الأردن حيث أصبحت الوجه الإعلامي للشركة في الأردن وقامت بعمل حملة ست النكهات مع كنور حيث كانت الحملة على مستوى الأردن وقابلت ديما من خلالها سيدات من مختلف المناطق، وقد فاق نجاح الحملة توقعات الشركة بشكل كبير مما أدى إلى تكرار الحملة لموسم ثاني في العام 2014 وتم توقيع عقد الموسم الثالث لعام 2015.
في عام 2014 تم إختيار ديما ضمن العشر شخصيات النسائية الأكثر تأثيرا في الأردن وظهرت صورتها على غلاف مجلة جوردن بيزنيس المرموقة. وفي شهر آذار2015 شاركت ديما كمتحدثة في القمة العربية الأولى للمؤثرين في شبكات التواصل العربي برعاية من الشيخ محمد بن راشد . قامت ديمة بتصوير برنامجين لشهر رمضان 2015، الأول هو برنامج سر الطبخة وعرض على قناة دبي الأولى وقناة سما دبي طيلة أيام شهر رمضان والعيد لعام 2015، والثاني هو برنامج ست النكهات والذي عرض على قناة رؤيا الأردنية طيلة أيام شهر رمضان أيضا.

## مؤلفاتها
عملت على إصدار كتاب الطبخ الأول لها في العام 2009 باسم (TASTY TEMPTATIONS) ونظرا للنجاح الكبير التي حصده هذا الإصدار، قامت ديما بالعمل على تأليف كتابها الثاني (THE SECRET INGREDIENTS) في العام 2011. وفي عام 2014 صدر لها الكتاب الثالث في الطبخ وكان بعنوان (مطبخ ديما حجاوي) وهو أول كتاب لها باللغة العربية.